# Notes on a Dream
Notes on a Dream é um álbum do tecladista estadunidense Jordan Rudess, lançado em 2009. O álbum é inteiramente instrumental e traz somente performances de Jordan ao piano executando reduções de músicas do Dream Theater, banda da qual Jordan faz parte desde 1999.
O álbum não foi gravado com um piano real, mas com o sampler Ivory Grand Pianos (em particular o German Steinway D), da desenvolvedora estadunidense de software Synthogy.

## Faixas
| N.º | Título                        | Duração |  |
| 1.  | "Through Her Eyes"            | 5:22    |  |
| 2.  | "Lifting Shadows Off a Dream" | 6:05    |  |
| 3.  | "Perpetuum Mobile"            | 2:13    |  |
| 4.  | "The Silent Man"              | 4:24    |  |
| 5.  | "Another Day"                 | 5:35    |  |
| 6.  | "Hollow Years"                | 4:11    |  |
| 7.  | "The Grand Escapement"        | 4:20    |  |
| 8.  | "The Spirit Carries On"       | 5:44    |  |
| 9.  | "Speak to Me"                 | 6:55    |  |
| 10. | "The Answer Lies Within"      | 4:15    |  |
| 11. | "Collision Point"             | 1:09    |  |